# Saint-André-d'Huiriat
Saint-André-d'Huiriat är en kommun i departementet Ain i regionen Auvergne-Rhône-Alpes i östra Frankrike. Kommunen ligger  i kantonen Pont-de-Veyle som ligger i arrondissementet Bourg-en-Bresse. Kommunens areal är 9 km². År 2022 hade Saint-André-d'Huiriat 671 invånare.

## Befolkningsutveckling
Antalet invånare i kommunen Saint-André-d'Huiriat
Referens: INSEE